# Enchelyopus cimbrius
El reinunculo o barbada (Enchelyopus cimbrius) es una especie de pez de la familia lotidae que habita en el sector norte del Océano Atlántico. La especie alcanza una longitud máxima de 41 cm. Tiene una escaso valor e importancia comercial.

## Descripción
El reinunculo es un pez largo y delgado tiene cuatro barbas, una de las cuales se encuentra en su mentón y las otras tres en su hocico. Su cloaca se encuentra ubicada en la mitad de su cuerpo y por detrás de la misma, el cuerpo es achatado en dirección lateral. La aleta dorsal anterior corta y baja, tiene un rayo longitudinal prominente. La aleta dorsal posterior es muy larga y de altura pareja. La aleta anal también es larga y las aletas pélvicas se encuentran por delante de las pectorales. El pedúnculo caudal es muy corto y la aleta caudal es redondeada. Su piel es babosa y no resulta fácil ver las escamas. La superficie dorsal por lo general es amarronada y a veces posee algunas manchas oscuras irregulares en su parte posterior. Los flancos y vientre son de un color gris plateado. Las aletas son de tono azulado con bordes posteriores oscuros en las aletas dorsal, anal y caudal. Por lo general mide entre 20 a 30 cm de largo siendo su longitud máxima 40 cm.

## Distribución y hábitat
El reinunculo habita en el noroeste del océano Atlántico desde el norte del Golfo de México hasta Terranova y el oeste de Groenlandia, y en el noreste del océano Atlántico desde el Golfo de Vizcaya hasta Islandia y el mar de Barents, el oeste del mar Báltico y ocasionalmente en el Golfo de Finlandia. En el Báltico es considerada una especie casi amenazada.
Migra hacia aguas fuera de la costa en primavera y regresa a las costas en otoño. Habita entre 20 a 500 m de profundidad.

## Biología
El reinunculo es un pez que deambula por el fondo que se alimenta de crustáceos, lombrices poliquetas, moluscos y otros invertebrados. Por lo general se reproduce entre febrero y agosto, liberando su spawn en aguas profundas luego de lo cual las huevas flotan hacia la superficie.